# Tocqueville (Manche)
Tocqueville és un municipi francès situat al departament de la Manche i a la regió de Normandia. L'any 2007 tenia 274 habitants.

## Demografia

### Població
El 2007 la població de fet de Tocqueville era de 274 persones. Hi havia 100 famílies de les quals 28 eren unipersonals (12 homes vivint sols i 16 dones vivint soles), 24 parelles sense fills, 40 parelles amb fills i 8 famílies monoparentals amb fills.
La població ha evolucionat segons el següent gràfic:
Habitants censats

### Habitatges
El 2007 hi havia 135 habitatges, 105 eren l'habitatge principal de la família, 20 eren segones residències i 9 estaven desocupats. 131 eren cases i 3 eren apartaments. Dels 105 habitatges principals, 85 estaven ocupats pels seus propietaris, 19 estaven llogats i ocupats pels llogaters i 2 estaven cedits a títol gratuït; 1 tenia una cambra, 6 en tenien dues, 18 en tenien tres, 22 en tenien quatre i 59 en tenien cinc o més. 76 habitatges disposaven pel capbaix d'una plaça de pàrquing. A 49 habitatges hi havia un automòbil i a 44 n'hi havia dos o més.

### Piràmide de població
La piràmide de població per edats i sexe el 2009 era:
| Homes | Edats   | Dones |
| ----- | ------- | ----- |
| 0     | 95 o +  | 0     |
| 0     | 90 a 94 | 0     |
| 0     | 85 a 89 | 4     |
| 4     | 80 a 84 | 0     |
| 12    | 75 a 79 | 16    |
| 4     | 70 a 74 | 8     |
| 8     | 65 a 69 | 0     |
| 8     | 60 a 64 | 20    |
| 4     | 55 a 59 | 4     |
| 12    | 50 a 54 | 8     |
| 8     | 45 a 49 | 4     |
| 16    | 40 a 44 | 4     |
| 12    | 35 a 39 | 12    |
| 8     | 30 a 34 | 8     |
| 12    | 25 a 29 | 0     |
| 8     | 20 a 24 | 0     |
| 8     | 15 a 19 | 20    |
| 12    | 10 a 14 | 8     |
| 12    | 5 a 9   | 0     |
| 0     | 0 a 4   | 0     |

## Economia
El 2007 la població en edat de treballar era de 169 persones, 121 eren actives i 48 eren inactives. De les 121 persones actives 112 estaven ocupades (70 homes i 42 dones) i 9 estaven aturades (3 homes i 6 dones). De les 48 persones inactives 14 estaven jubilades, 23 estaven estudiant i 11 estaven classificades com a «altres inactius».

### Ingressos
El 2009 a Tocqueville hi havia 107 unitats fiscals que integraven 261 persones, la mediana anual d'ingressos fiscals per persona era de 17.149 €.

### Activitats econòmiques
Dels 2 establiments que hi havia el 2007, 1 era d'una empresa de fabricació d'altres productes industrials i 1 d'una empresa de transport.
L'únic establiment comercial que hi havia el 2009 era una botiga de material esportiu.
L'any 2000 a Tocqueville hi havia 19 explotacions agrícoles que ocupaven un total de 432 hectàrees.

## Poblacions més properes
El següent diagrama mostra les poblacions més properes.